# تعهدنامه ازدواج

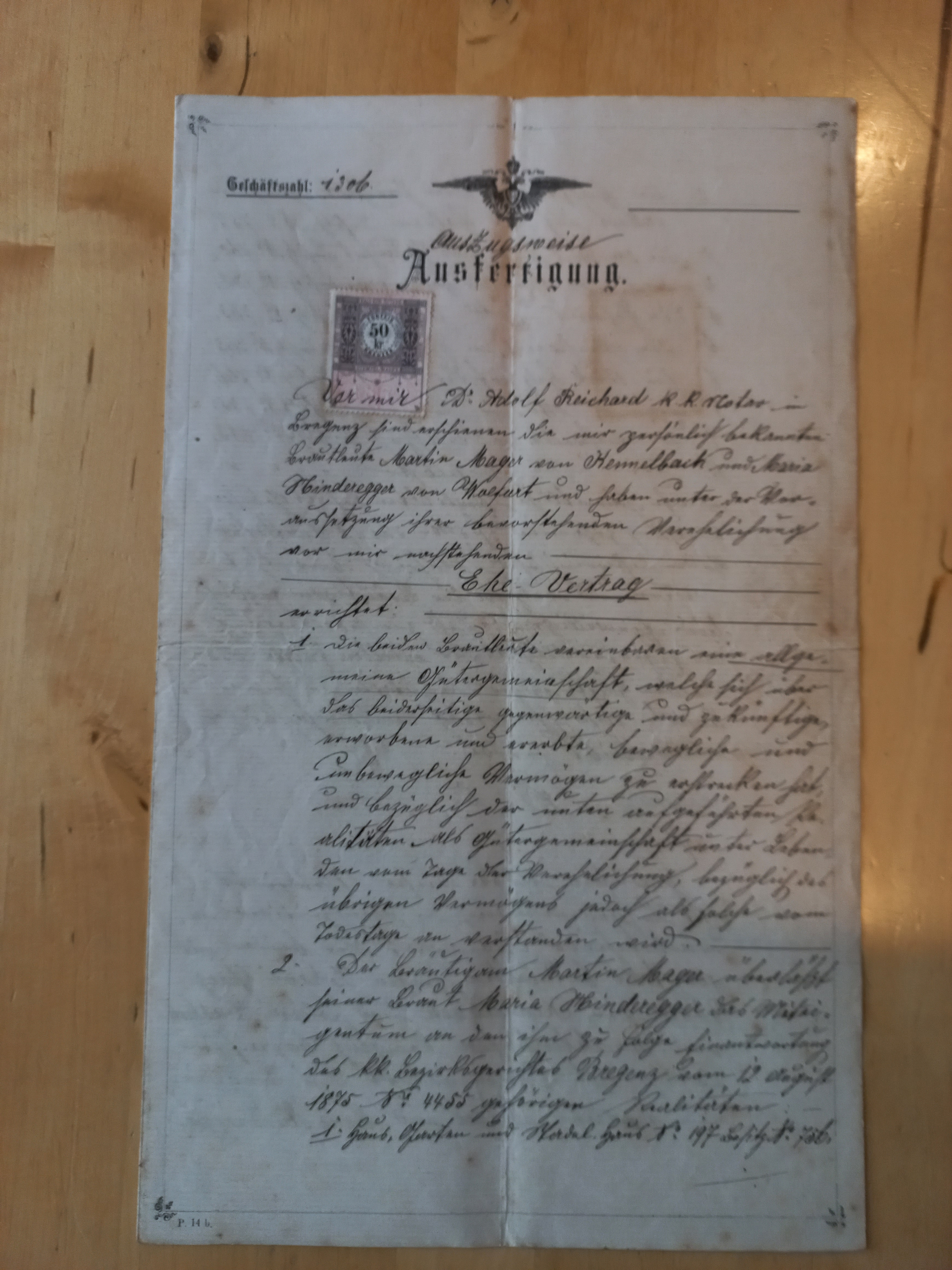
این سند یک قرارداد پیش از ازدواج بین مارتین ماگر و ماریا هینترگر از شهرداری‌های کنل‌باخ و وولفورت در ایالت فورآرلبرگ، اتریش است. این قرارداد مربوط به دوره‌ی امپراتوری اتریش-مجارستان (k. k. Zeit) می‌باشد و شامل یک تمبر درآمد ۵۰ هِلِر است که نشان‌دهنده‌ی پرداخت مالیات یا هزینه‌های قانونی مرتبط با ثبت این سند است.

تعهدنامه قبل از ازدواج یا توافقنامه پیش از ازدواج (به انگلیسی: Prenuptial agreement) نوعی قرارداد پیش از ازدواج است که توسط طرفین ازدواج امضا می‌شود و معمولاً به نحوه تقسیم اموال مربوط می‌شود.